# Джек Бабашофф
Джек Бабашофф (англ. Jack Babashoff, 13 липня 1955) — американський плавець.
Призер Олімпійських Ігор 1976 року.
Чемпіон світу з водних видів спорту 1978 року.
Переможець Панамериканських ігор 1975, 1979 років.

## Родина
- Сестра — Ширлі Бабашофф (нар. 1957), американська плавчиня. Олімпійська чемпіонка 1972, 1976 років.
- Сестра — Деббі Бабашофф (нар. 1970), американська плавчиня. Призерка Чемпіонату світу з водних видів спорту 1986 року. Призерка Панамериканських ігор 1987 року.